# Encyclia joaosaiana
Encyclia joaosaiana là một loài thực vật có hoa trong họ Lan. Loài này được Campacci & Bohnke mô tả khoa học đầu tiên năm 2008.